# Uma Questão Pessoal
Uma Questão Pessoal (em inglês:  Personal) é um romance policial de 2014 escrito por Lee Child sendo o décimo nono livro da série em que o personagem major Jack Reacher domina a acção. O enredo do livro gira em torno da busca por Reacher de um franco-atirador que tentou assassinar o presidente da França. A história é contada na primeira pessoa.

## Resumo
O presidente francês sofreu um atentado através do disparo com um carabina de longo alcance, em Paris, mas não atingido. A bala era de origem norte-americana. A distância entre o local do disparo e o alvo era extraordinária, pelo que apenas um número reduzido de atiradores especiais (snipers) internacionais com equipamento militar adequado poderiam realizar um tal disparo. De entre os possíveis atiradores, John Kott, um atirador norte-americano que esteve preso quinze anos pelo anterior assassínio de um camarada de armas, é um deles, após ter sido recentemente colocado em liberdade. Irá decorrer em breve em Londres uma reunião dos G8 e teme-se que o assassino tente de novo e agora com um alvo mais alargado de líderes mundiais. Os serviços secretos dos países mais poderosos entram em campo, e do lado norte-americano recorrem a Reacher, que enquanto polícia militar havia conduzido a investigação e detido o próprio Kott, e daí a operação poder ser também uma questão pessoal.
Reacher é destacado para Londres com Casey Nice, uma jovem analista do Departamento de Estado. Irão percorrer um caminho sinuoso, defrontar mafiosos implacáveis e criminosos sérvios, e ficarão por sua conta e risco caso sejam apanhados. Durante todo esse tempo, Reacher não consegue parar de pensar na agente que numa operação anterior não conseguiu salvar, temendo que o mesmo aconteça com Casey, e vai procurar evitar que isso se repita.
No final Kott é neutralizado, mas Reacher conclui que o mesmo obteve apoio interno norte-americano para ser colocado primeiro em Paris e depois em Londres o que leva a que um líder militar responsável desapareça de cena.

## Recepção
Personal atingiu o topo da lista do The New York Times Best Seller list combinada de livros impressos e electrónicos de ficção na semana de 21 de Setembro de 2014.
Personal recebeu em 2014 o prémio RBA International Prize for Crime Writing, um prémio literário espanhol que é tido como o mais valioso da ficção policial no montante de €125,000.